# Millerville (Alabama)
Millerville – jednostka osadnicza w Stanach Zjednoczonych, w stanie Alabama, w hrabstwie Clay.